# Aérodrome de Farah
L'aérodrome de Farah est l'aéroport desservant la ville de Farah, dans la partie centre ouest de l'Afghanistan.

## Situation
L'aéroport est situé à 3 kilomètres à l'est de la ville de Farah, au sud de l'autoroute reliant Kandahar à Farah, à près de 90 kilomètres de Shindand et à 100 kilomètres de la frontière iranienne.
À cause de l'absence d'infrastructure ferroviaire et de la pauvreté des réseaux routiers, ce terrain d'aviation est l'un des nombreux du pays construit spécialement pour le transport de passagers et de marchandises. Cependant, ses infrastructures se sont détériorées au point que l'on assiste à l'empiétement de la végétation sur toute la longueur de la piste dont la moitié est en béton. 
La piste est située dans une vallée plate qui ressemble à une zone lavée avec une faible pente vers le bas en direction du nord-ouest. Les montagnes environnantes s'élèvent à une altitude allant jusqu'à 1300 mètres du nord-est jusqu'au sud-est à une distance de 4 à 8 kilomètres du terrain. L'aérodrome ne dispose pas d'infrastructure particulière.

## Compagnies aériennes et destinations
- Néant